# Держстрах СРСР
Держстрах СРСР — єдина союзно-республіканська система органів державного страхування в СРСР, що знаходилася у віданні Міністерства фінансів СРСР. До системи державного страхування СРСР уходили наступні органи:
- Головне управління державного страхування СРСР;
- Управління державного страхування союзних республік;
- Управління державного страхування автономних республік;
- Управління державного страхування областей, країв і міст республіканського підпорядкування;
- Міські та районні страхові інспекції.

## Історія створення
Після революції 1917 року система страхування в Росії повністю змінилася. Декретом Ради Народних Комісарів РРФСР від 23 березня 1918 року було істотно обмежено діяльність акціонерних страхових товариств, а земське і взаємне страхування були передані у відання рад і раднаргоспів. Через вісім місяців, 28 листопада 1918 був прийнятий декрет «Про організацію страхової справи в Російській республіці», згідно з яким страхування в країні оголошувалося державною монополією, а все майно і капітали, що належали приватним компаніям, передавалися державі. Прийдешня епоха НЕПу призвела до відродження приватного селянського господарства та дрібного підприємництва, які існували паралельно з кооперацією та державними господарськими органами. Комерційна та господарська діяльність розвивалися і потребували реорганізації страхування, відновлення якого було здійснено декретом Раднаркому за підписом Леніна від 6 жовтня 1921 «Про державне майнове страхування», що заклав основи створення та розвитку державної страхової справи. У ході виконання цього декрету в складі Наркомату фінансів СРСР було утворено Головне управління державного страхування (Держстрах), майнове державне страхування відновилося у вигляді державної страхової монополії. Декрет від 6 жовтня 1921 наказував «організувати в усіх місцевостях РРФСР, як у сільських, так і в міських, державне майнове страхування приватних господарств від нижченаведених стихійних лих: пожеж, падежу худоби, градобиття рослинних культур, а також аварій на шляхах водного і сухопутного транспорту».
18 вересня 1925 Президія ЦВК і РНК СРСР затвердила «Положення про державне страхування СРСР». Цим Положенням було встановлено, що «державне страхування здійснюється на всій території Союзу РСР єдиним підприємством Держстрах, що користується правами юридичної особи». Держстраху було доручено здійснювати загальне керівництво та нагляд за страховими операціями і за організацією страхової справи в усьому Союзі РСР, було надане право розпоряджатися майном і капіталами державного страхування, розробляти правила страхування, страхові тарифи, загальносоюзні плани страхування, вивчати стихійні явища і ризики, що передбачаються різними видами страхування.

## Діяльність Держстраху СРСР

### 1921–1930рр.

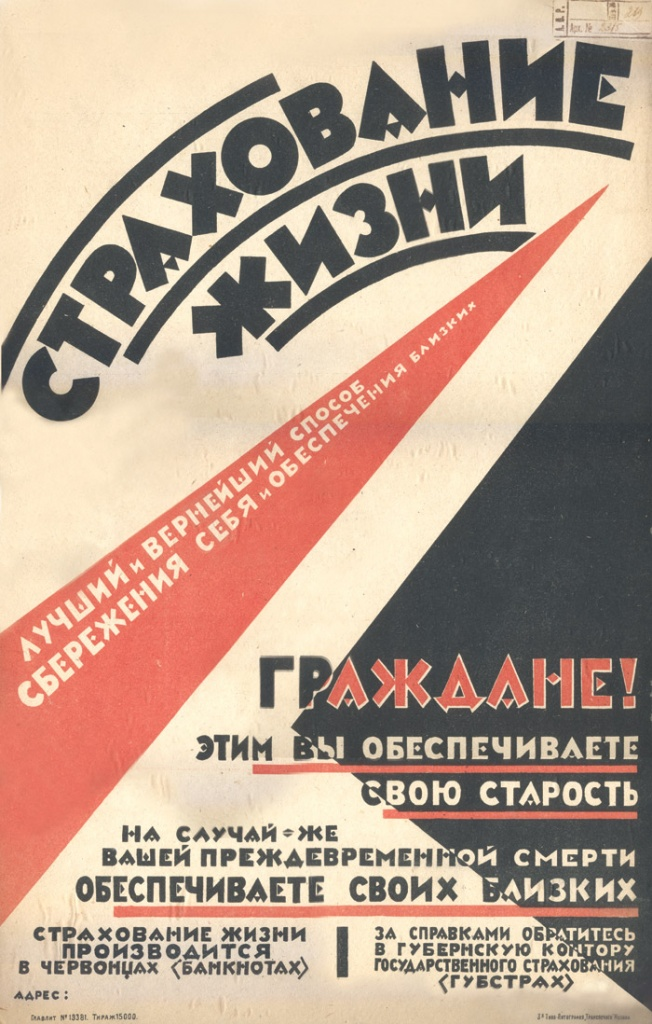
Плакат Держстраху СРСР «Страхування життя»

Всі операції Держстраху поділялися на обов'язкове («окладне») і добровільне страхування. В обов'язковому порядку страхувалися селянські коні, велика рогата худоба, приватні будинки — на селі і в місті, а також посіви. Населення могло застрахувати ті ж об'єкти «понад оклад» — до повної вартості об'єкта страхування. Державне майно не підлягало обов'язковому страхуванню. Колгоспи, що були формально кооперативними підприємствами, страхували своє майно. А радгоспи, що вважалися державними підприємствами, не підлягали обов'язковому страхуванню — їх ризики держава брала на себе. Обов'язкове «окладне» страхування радгоспів було введено тільки на початку 70-х років.
Територіальні органи Держстраху будували колишні агенти товариств земського взаємного страхування (в сьогоднішній термінології це керівники районних підрозділів страхової компанії) — понад 5 тисяч таких агентів були прийняті в Держстрах СРСР на роботу.
У 1921–1930 роках Держстрах СРСР зібрав 1,4 млрд рублів страхової премії, що відповідає 8,7 млрд доларів США у цінах 2009 року. При цьому в портфелі Держстраху було приблизно порівну обов'язкового і добровільного страхування. Наприклад, загальний обсяг премій по обов'язковому і добровільному страхуванню за 1927 рік склав 212 млн рублів. З них премії по обов'язковому страхуванню — 109 млн рублів (51,4%), за добровільним — 103 млн рублів (48,5%).
Обсяг виплат по «внутрішньому» страхуванню (без урахування страхування експортно-імпортного) Держстраху СРСР у 1921–1930 роках склав 568 млн рублів, при цьому максимальний обсяг виплат припав на 1928 рік — 214 млн рублів.
У 1930 році в Держстраху за обов'язковими програмами були застраховані 30,8 млн коней (з них у РРФСР — 23 млн), 53 млн голів великої рогатої худоби (37,7 млн — у РРФСР), 22,5 млн будівель у місті і на селі (в РРФСР — 14,6 млн).

#### Робота Держстраху за кордоном
Держстрах вийшов на закордонний ринок на початку 1924 року у зв'язку зі страхуванням радянського імпорту та експорту. До цього часу експорт та імпорт страхувалися торгпредствами та іншими радянськими організаціями за кордоном в іноземних страхових товариствах.
Торгпредство в Німеччині, АРКОС і Центросоюз у Лондоні, Амторг в Нью-Йорку мали з іноземними страховими товариствами угоди тривалого характеру, так звані генеральні поліси, на підставі яких узяли перед цими товариствами зобов'язання страхувати в них усі свої вантажі як під час морського і залізничного перевезення, так і під час перебування їх на складі.
Свій перший перестраховий договір Держстрах уклав в березні 1924 року з одним з найбільших англійських страхових товариств. Цей договір проіснував дуже недовго, вже у жовтні того ж року Держстрах змушений був його розірвати та укласти нову угоду з цілою групою англійських страхових товариств.
Незабаром після укладення транспортного договору, Держстрах уклав угоду про перестрахування ризиків на складах як на закордонній території, так і на території Радянського Союзу, в тому числі — про перестрахування лісоматеріалів, за яким вимагалося подання закордонних полісів у зв'язку з їх заставленням в іноземних банках.
У перестраховочному договорі Держстраху на 1936 рік беруть участь страхові товариства Англії, Італії, Німеччини, Франції, Іспанії, Чехословаччини, Австрії, Норвегії і Японії.
Для того, щоб поліпшити обслуговування страхуванням експорту та імпорту, а також для встановлення зв'язків на іноземних страхових ринках, Держстрах спільно з НКЗТ і кооперацією заснував у Лондоні на початку 1925 року акціонерне товариство зі сплаченим капіталом 100 тис. фунтів стерлінгів під назвою «Блекбалсі». Аналогічне товариство було організовано в 1927 році в Гамбурзі з капіталом 1 млн німецьких марок, з яких сплачено 250 тис. Це товариство називається «СОФАГ».
Ще більше значення для валютного балансу Держстраху мали його операції зі страхування в країнах Сходу, головним чином — у Монголії, потім у Китаї, Ірані та Туві, де Держстрах працював через свої генеральні представництва.

#### Транспортне страхування
У 1922 році Головним Правлінням у Москві був організований Відділ Транспортного Страхування. Оскільки операції з транспортного страхування обіймають собою також і вантажі, експортовані та імпортовані СРСР, Держстрах задля розвитку, головним чином, операцій щодо морського страхування, приступив до створення закордонної агентури з відповідного дозволу Наркомфіну від 7 травня 1923. Насамперед така агентура була створена на Заході і в Лімітрофах, у зв'язку з розвитком радянської торгівлі, а також і на Сході.
Побудова апарату за кордоном здійснювалася за двома напрямками:
- А) шляхом видачі експортно-імпортним організаціям генеральних полісів;
- Б) шляхом призначення Торгпредств СРСР агентами Держстраху та залучення до агентури працювавших за кордоном транспортно-торговельних радянських підприємств (як кол. Доброфлот, Дерутра і Аркос), а також організації свого представництва в Лондоні.

В результаті цієї роботи Держстрах мав агентури та спеціальні представництва, що працювали по транспортному страхуванню, в 11-ти країнах світу, включаючи Китай, Монголію, Персію (Іран), Туреччину.
У 1923 році Держстрах на підставі спеціальної постанови Раднаркому ввів страхування «Каско» літаків, у 1924 році — страхування вантажів, що відправляються в плотах (раніше не практикувалося), у 1925 році — страхування вагонів і, у зв'язку з розвитком автомоторного транспорту, — страхування «Каско» моторних екіпажів і близько пов'язане з ним страхування цивільної відповідальності.
За участю Держстраху були розроблені і затверджені Раднаркомом і ЦВК Союзу такі надзвичайно важливі декрети, як «Про морське перевезення вантажів і пасажирів» та «Про загальну й окрему аварію та збитки від зіткнення морських суден».
Крім страхування експортно-імпортних вантажів, значний розвиток отримали операції по страхуванню вантажів великого каботажу. Освоєння Далекосхідного краю, введення в експлуатацію Північного морського шляху — значно збільшили перекидання вантажів морським шляхом з балтійського і чорноморського портів Союзу в порти Далекого Сходу і з Архангельська та Мурманська у новостворені порти і пункти в Арктиці. Більшість вантажів, що відправлялися великим каботажем, страхувалися в Держстраху та — у зв'язку з небезпекою деяких рейсів — перестраховувалися також і в іноземних товариствах.
Радянський морський торговельний флот як правило не страхувався, однак, всі іноземні судна під час їхнього зафрахтування для здійснення Карських та інших арктичних рейсів — страхувалися в Держстраху, за рахунок тих організацій, якими вони були застраховані; так само як і всі радянські судна, що знаходилися в експлуатації державних морських пароплавств, коли вони передавалися Головному управлінню Північного морського шляху на час вчинення арктичних рейсів.

### 1931–1940рр.
У 1931–1940 рр. Держстрах СРСР зібрав 12,7 млрд рублів страхових премій, що еквівалентно 71,4 млрд доларів США у цінах 2009 року. Рекордним був 1940, коли премії склали 2,2 млрд рублів. У 30-ті роки частка добровільного страхування в портфелі Держстраху СРСР впала. Так, загальний обсяг премій за 1938 рік за обов'язковим і добровільним страхуванням склав 2 млрд рублів. Із них по обов'язковому страхуванню — 1,47 млрд рублів (73,3%), по добровільному — 533 млн рублів (26,6%).
Обсяг виплат по «внутрішньому» страхуванню в 1931–1940 рр. склав 6,7 млрд рублів, максимальний обсяг виплат припав на 1939 р. — 1,3 млрд рублів.
У зв'язку з колективізацією і механізацією сільського господарства до кінця 1930-х рр. кількість коней, застрахованих по «окладному» страхуванню, знизилася з 30,7 млн у 1930 році до 12 млн у 1940 році (з них 7,7 млн — у РРФСР). Число застрахованих голів великої рогатої худоби також знизилося — з 53 млн у 1930 до 34,3 млн у 1940 (в РРФСР — 20,6 млн).
У 1940 році в Держстраху СРСР було застраховано 23,1 млн будівель, із них 14,5 млн — в РРФСР.
Страхування життя за десятиліття зросла в рази: в 1939 році в СРСР діяло 12,7 млн договорів страхування життя (в основному це було колективне страхування співробітників підприємств).

### 1941–1950рр.
Загальний збір страхових премій за десятиліття склав 23,3 млрд рублів (без урахування 1942—1945, дані відсутні), що відповідає 45,1 млрд доларів у цінах 2009 року. Якщо в 1941 році загальні збори склали 1,5 млрд рублів, то в 1950 році — вже 4,7 млрд рублів.
У 1941–1950 роках обсяг виплат по «внутрішньому» страхуванню склав 14,8 млрд рублів, з них максимальний обсяг виплат припав на 1948 — 2,3 млрд рублів.
Держстрах СРСР під час німецько-радянської війни продовжував досить активно працювати на неокупованих територіях. У 1942 році в Держстраху були застраховані 5,1 млн коней, 17,3 млн голів великої рогатої худоби, 71,2 млн га посівів. На страхування було прийнято 11,7 млн будівель, у компанії діяло 5,8 млн договорів страхування життя.
Після закінчення війни господарське життя в країні стало відновлюватися. У 1950 на страхування були прийняті 10,1 млн коней (з них у РРФСР — 4,8 млн.), 48,6 млн голів великої рогатої худоби (в РРФСР — 26 млн.), 27,9 млн будівель (14 ,5 млн. — у Росії), 121,8 млн га посівів (у РРФСР — 76,5 млн). У зв'язку з ліквідацією колективного страхування життя число діючих договорів з цього виду операцій знизилося до 1,4 млн.
Після війни у Держстраху СРСР з'явився новий ринок: у 1946 році вперше на страхування були прийняті 99 приватних автомобілів. Цей вид страхування розвивався дуже швидко: в 1950 на страхування були прийняті вже 1,5 тис. приватних машин із загальною страховою сумою в 14,4 млн рублів.
Частка добровільного страхування в портфелі Держстраху стала рости. Так, 1947 року премія склала 4,5 млрд рублів, з них по обов'язковому страхуванню — 3,1 млрд рублів (69,2%), по добровільному — 1,4 млрд рублів (30,7%).

### 1951–1960рр.
Загальний збір премії в Держстраху СРСР за десятиліття склав 63 млрд рублів, що відповідає 121,9 млрд доларів у цінах 2009. Частка добровільного страхування в портфелі Держстраху продовжувала зростати. Наприклад, 1955 року загальний збір премій склав 5,7 млрд рублів. З них по обов'язковому страхуванню — 3,8 млрд рублів (66,1%), по добровільному — 1,9 млрд рублів (33,8%).
У 1951–1960 рр. загальний обсяг виплат по «внутрішньому» страхуванню склав 21,025 млн рублів, максимальний обсяг виплат припав на 1956 — 2,798 млн рублів.
У 1960 в Держстраху СРСР за обов'язковим програмами були застраховані 6,8 млн коней (у РРФСР — 3,2 млн.), 54,6 млн голів великої рогатої худоби (в РРФСР — 26,2 млн.), 33 млн будов (у РРФСР — 16,9 млн.), 125,2 млн га посівів (у РРФСР — 71,8 млн). До 2,9 млн зросло число діючих договорів страхування життя (в РРФСР — 2 млн).
26 листопада 1958 р. Радою Міністрів УРСР було затверджене Положення про органи державного страхування в Українській РСР.

### 1961–1970рр.
У 60-ті роки операції Держстраху СРСР продовжували розвиватися. Загальний збір страхових премій за десятиліття склав 18,2 млрд рублів (скорочення зборів пов'язане з проведенням грошової реформи 1961 року, яка призвела до зниження номіналу в 10 разів), що відповідає 127,9 млрд доларів у цінах—2009. Триває зростання частки добровільного страхування в портфелі компанії. У 1968 році, наприклад, вона склала 34,3% зібраних премій.
Загальний обсяг виплат по «внутрішньому» страхуванню протягом 1961–1970 рр. склав 8,9 млрд рублів, максимальний обсяг виплат припав на 1969 — 2,3 млрд рублів..
У 1970 збори страхової премії склали 3,4 млрд рублів, на страхування були прийняті 62,3 млн голів великої рогатої худоби (в РРФСР — 29,5 млн), 36 млн будівель (у РРФСР — 17,5 млн), 339,4 тис. приватних автомобілів (у РРФСР — 178 тис.) Число діючих договорів страхування життя збільшилося до 17,7 млн (В РРФСР — 13 млн.).

### 1971–1980рр.
Держстрах СРСР за десятиліття зібрав 75,1 млрд рублів (380,4 млрд доларів страхової премії в цінах 2009 року). Рекордним став 1980, коли було зібрано 11,7 млрд рублів (половина з них — зі страхування життя). У 70-ті роки частка добровільного страхування перевищила половину портфеля. Так, загальний обсяг премій за 1977 рік склав 8,1 млрд рублів. Із них по обов'язковому страхуванню — 2,5 млрд рублів (31%), по добровільному — 5,5 млрд рублів (69%).
Загальний обсяг виплат за десятиліття по «внутрішньому» страхуванню склав 50,3 млрд рублів, максимальний обсяг виплат припав на 1979 рік — 9,4 млрд рублів.
У 1980 р. зібрані премії склали 11,7 млрд рублів, у Держстраху СРСР були застраховані 108,4 млн голів великої рогатої худоби (в РРФСР — 55,8 млн), 36,4 млн будівель (у РРФСР — 17 млн), 217 млн га посівів різних сільськогосподарських культур (у РРФСР — 126 млн), 3,2 млн приватних автомобілів (у РРФСР — 2 млн). Число діючих договорів страхування життя зросла до 62,1 млн (у РРФСР — 40,5 млн).

### 1981–1990рр.
1980-ті рр. для Держстраху СРСР у господарському плані були цілком вдалими. Загальна сума премій за десятиліття склала 160,9 млрд рублів (456,6 млрд доларів у цінах 2009 року). Рекордним став 1990, коли збори склали 20 млрд рублів, із них більше половини — по страхуванню життя. У 1990 році частка добровільного страхування в портфелі Держстраху склала 60,3%.
У 1980-ті рр. штат Держстраху неухильно зростав, і до 1990 його співробітниками були майже 90 тис. осіб, і ще більш як 143,5 тис. працювали агентами (без урахування сумісників). Кількість останніх, щоправда, з 1985-го по 1990 дещо скоротилася, але не зменшилася порівняно з 1980.
За десятиліття загальний обсяг виплат по «внутрішньому» страхуванню склав 86 млрд рублів, максимальний обсяг виплат припав на 1990 рік — 15,980 млн рублів.
У 1990 році, наприклад, компанія прийняла на страхування по всій території СРСР 111,1 млн голів великої рогатої худоби (в РРФСР — 57,5 млн), 36,3 млн будівель (у РРФСР — 17 млн), 198,5 млн га посівів (у РРФСР — 113,2 млн), 6,1 млн приватних автомобілів (у РРФСР — 4 млн).

### Зведені статистичні дані
Таблиця 1. Збори страхових премій і виплати відшкодувань в системі Держстраху СРСР, по декадах.
| Десятиліття | Страхові премії, млрд руб. | Еквівалент — млрд доларів США в цінах 2009 р. | Пікове значення (сума, млрд руб. — рік) | Виплати по внутрішньому страхуванню, млрд руб. | Пікове значення (сума, млрд руб. — рік) |
| ----------- | -------------------------- | --------------------------------------------- | --------------------------------------- | ---------------------------------------------- | --------------------------------------- |
| 1921—1930   | 1,4                        | 8,7                                           | 0,2 — 1927                              | 0,6                                            | 0,2 — 1928                              |
| 1931—1940   | 12,7                       | 71,4                                          | 2,2 — 1940                              | 6,7                                            | 1,3 — 1939                              |
| 1941—1950   | 23,3•                      | 45,1                                          | 4,7 — 1950                              | 14,8                                           | 2,3 — 1948                              |
| 1951—1960   | 63,0                       | 121,9                                         | 5,7 — 1955                              | 21,0                                           | 2,8 — 1956                              |
| 1961—1970   | 18,2••                     | 127,9                                         | 8,1 — 1977                              | 8,9                                            | 2,3 — 1969                              |
| 1971—1980   | 75,1                       | 380,4                                         | 11,7 — 1980                             | 50,3                                           | 9,4 — 1979                              |
| 1981—1990   | 160,9                      | 456,6                                         | 20,0 — 1990                             | 86,0                                           | 16,0 — 1990                             |

• Немає даних за 1942—1945 рр.
•• У 1961 році рубль був деномінований у 10 разів.
Таблиця 2. Динаміка чисельності страхових агентів Держстраху СРСР.
| Рік                          | 1921  | 1937 | 1949 | 1958 | 1970 | 1983  | 1990  |
| ---------------------------- | ----- | ---- | ---- | ---- | ---- | ----- | ----- |
| Страхових агентів, тис. осіб | > 5,0 | 17,8 | 54,1 | 51,3 | 89,8 | 182,3 | 143,5 |

## Припинення діяльності
У 1991 році у зв'язку з розпадом СРСР союзно-республіканська система органів державного страхування була скасована. На базі колишніх республіканських правлінь Держстраху СРСР (у колишніх союзних республіках) були створені страхові компанії в нових незалежних державах — колишніх союзних республіках СРСР.
У Російській Федерації в 1992 році Постановою Уряду РФ Правління Держстраху СРСР і республіканське управління Держстраху СРСР були перетворені в Російську державну акціонерну страхову компанію Росгосстрах, 100% акцій якої належали федеральному органу виконавчої влади — Держкоммайна РФ.
В Україні 16 жовтня 1991 р. Постановою Уряду була утворена Українська державна страхова комерційна організація (Укрдержстрах) на базі Головного управління державного страхування України, що діяло при Міністерстві фінансів України.
Укрдержстрах проіснував до 1993 року, коли його було перетворено на Відкрите акціонерне товариство Національна акціонерна страхова компанія «Оранта», засновником якого, з боку держави, виступив Фонд державного майна України. У 2007 році Фонд держмайна продав інвесторові останній пакет акцій, що перебував у державній власності. Компанія стала приватною.